# Eparchie saranská
Eparchie Saransk je eparchie ruské pravoslavné církve nacházející se v Rusku.

## Území a titul biskupa
Zahrnuje správní hranice území centrálních rajónů republiky Mordvinsko.
Eparchiálnímu biskupovi náleží titul biskup saranský a mordvinský.

## Historie
V období Zlaté hordy bylo území Mordvinska součástí sarské eparchie a poté krutické. Od roku 1593 se Nizovská země, včetně rozhraní mezi Surou a Mokšou staly součástí patriarchátu, později synodální oblasti.
První pravoslavné farnosti se objevily v Těmnikovu a to roku 1536 a ve vesnici Staryj Gorod.
Roku 1799 byla zřízena eparchie penzenská, která zahrnovala území Mordvinska kromě Těmnikova, který byl součástí tambovské eparchie a Ardatova, který byl součástí nižněnovgorodské eparchie.
Roku 1923 byl zřízen saranský vikariát penzenské eparchie.
Dne 29. ledna 1991 byla rozhodnutím Svatého synodu zřízena samostatná saranská a mordvinská eparchie. Zahrnovala území Mordvinské autonomní sovětské socialistické republiky.
Prvním eparchiálním biskupem se stal archimandrita Varsonofij (Sudakov), duchovní penzenské eparchie.
Dne 30. května 2011 byla rozhodnutím Svatého synodu zřízena z části území eparchie nová eparchie krasnoslobodská a eparchie ardatovská. Tyto eparchie se dne 6. října 2011 staly součástí nově vzniklé mordvinské metropole.

## Seznam biskupů

### Saranský vikariát penzenské eparchie
- 1923–1924 Nazarij (Blinov)
- 1924–1925 Serafim (Juškov)
- 1926–1927 Kirill (Sokolov)
- 1929–1936 Filipp (Perov)
- 1936–1937 Jefrem (Jefremov)

### Saranská eparchie
- 1991–2014 Varsonofij (Sudakov)
- od 2014 Zynovij (Korzynkin)